# Daniel T. Jones (Politiker)
Daniel Terryll Jones (* 17. August 1800 in Hebron, Connecticut; † 29. März 1861 in Baldwinsville, New York) war ein US-amerikanischer Arzt und Politiker. Zwischen 1851 und 1855 vertrat er den Bundesstaat New York im US-Repräsentantenhaus.

## Werdegang
Daniel Terryll Jones erhielt eine liberale Schulausbildung. Er graduierte 1826 an der medizinischen Fakultät des Yale College und begann dann in Amboy im Oswego County zu praktizieren. 1841 zog er nach Baldwinsville. Politisch gehörte er der Demokratischen Partei an. Bei den Kongresswahlen des Jahres 1850 für den 32. Kongress wurde Jones im 24. Wahlbezirk von New York in das US-Repräsentantenhaus in Washington, D.C. gewählt, wo er am 4. März 1851 die Nachfolge von Daniel Gott antrat. Er wurde einmal wiedergewählt. Da er auf eine erneute Wiederwahlkandidatur 1854 verzichtete, schied er nach dem 3. März 1855 aus dem Kongress aus. 1858 hatte er den Vorsitz bei der Republican State Convention in Syracuse. Jones ging wieder seiner Tätigkeit als Arzt nach. Er verstarb ungefähr zwei Wochen vor dem Ausbruch des Bürgerkrieges in Baldwinsville und wurde dann auf dem Riverside Cemetery beigesetzt.